# Paul Winter (atleta)
Paul Winter (Francia, 6 de febrero de 1906-22 de febrero de 1992) fue un atleta francés, especialista en la prueba de lanzamiento de disco en la que llegó a ser medallista de bronce olímpico en 1932.

## Carrera deportiva
En los JJ. OO. de Los Ángeles 1932 ganó la medalla de bronce en el lanzamiento de disco, llegando hasta los 47.85 metros, siendo superado por los estadounidenses John Anderson y Henri LaBorde (plata con 48.47 metros).